# Songjung-dong
Songjung-dong là một dong, phường của Gangbuk-gu ở Seoul, Hàn Quốc. Từ 30 tháng 6 năm 2008, Mia-4 trước đây và 9 dong được sáp nhập vào dong này.

## Liên kết
- Trang chính thức Gangbuk-gu
- Bản đồ Gangbuk-gu tại trang chính thức Gangbuk-gu
- (tiếng Hàn) Trang dân cư chính thức Songjung-dong